# ولاک‌پلاس
وِلاک‌پلاس (به انگلیسی: Vlakplaas) نام مزرعه‌ای در حوالی پرتوریا، پایتخت آفریقای جنوبی است که در دوران آپارتاید، مقراصلی و بازداشتگاه مخفی یک «جوخه مرگ» وابسته به پلیسِ امنیت آفریقای جنوبی بود. این واحد که در مکاتبات دولتی، با نام رمز سی۱ (به انگلیسی: C1) شناخته می‌شد، دارای اختیارات بسیار وسیعی بود و در طول فعالیت مخفیانه‌اش، اقدام به آدم‌ربایی، شکنجه، ترور و قتل فعالان جنبش ضدآپارتاید می‌نمود. واحد سی۱ هم‌چنین برای ضربه‌زدن به جنبش ضدآپارتاید، نقش مهمی در مسلح‌کردن احزاب رقیب کنگره ملی آفریقا داشت.
در سال ۱۹۹۶، اوگن د کوک، افسر اطلاعاتی و فرمانده عملیاتی واحد سی۱، به دو بار حبس ابد و ۲۱۲ سال زندان محکوم شد. وی در برابر کمیته حقیقت‌یاب آشتی ملی اعتراف کرد که واحد تحت فرماندهی‌اش، مرتکب بیش از ۱۰۰ فقره قتل و شکنجه، با هدف مقابله با مخالفان حکومت نژادپرست اقلیت سفید در دهه ۱۹۸۰ و اوایل دهه ۱۹۹۰ شده‌بود. در واحد سی۱، مزدورانِ سیاه‌پوست نیز عضویت داشتند.
مزرعه‌ی وسیع وِلاک‌پلاس در ۲۴ کیلومتری غرب پرتوریا واقع شده‌است.